# Église de Saint-Joseph à Międzygórze
Pour les articles homonymes, voir Église Saint-Joseph.

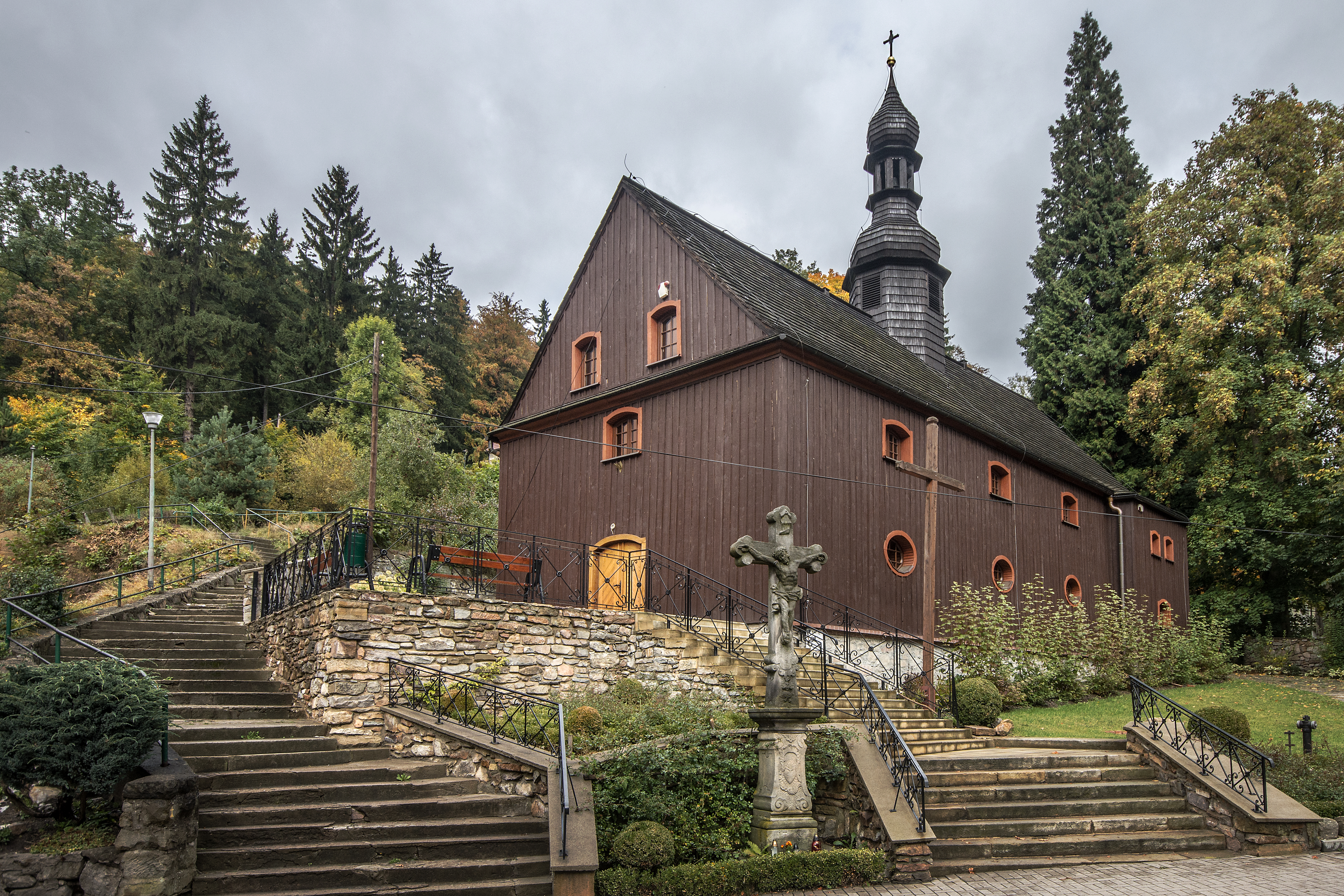
La façade principale.

L’église de Saint-Joseph à Międzygórze est une église paroissiale catholique romaine dédiée à Saint-Joseph. Elle a été construite en bois entre 1740 et 1742 et se situe au village Międzygórze. 
C’est l’une des quatre églises en bois qui existent encore dans la région de Kłodzko. Trois autres églises se trouvent à Kamieńczyk, à Nowa Bystrzyca et à Zalesie. Jusqu’en 2000, elle était une seule église en bois avec le toit couvert d’ardoise dans les Sudètes. 

## Historique
On a érigé l’église en bois au centre du village Międzygórze entre 1740 et 1742 en tant que l’église de cimetière. Elle a été construite par les bâtisseurs locaux – Friedrich Knietig de Wilkanów et Heinrich Ludwig de Pławnica sur le modèle des bâtiments religieux en brique de la région de Kłodzko. Entre 1790 et 1792, on a rénové le clocheton, et pendant la seconde moitié du XIXe siècle, on a reconstruit le plafond du chœur et on a créé le décor de l’intérieur. En 1924, le charpentier Ignatz Herfort a probablement reconstruit le plafond de la nef et il a construit un nouveau toit couvert d’ardoise. Les plaques d’ardoise d’environ 1 m2 de surface viennent de l’unique carrière de la grauwacke dans les Sudètes qui est située près de Jarnołtówek. En 2001, on a enlevé l’ardoise du toit et du clocheton pour y poser les bardeaux. En 2013, on a rénové les façades de l’église. 

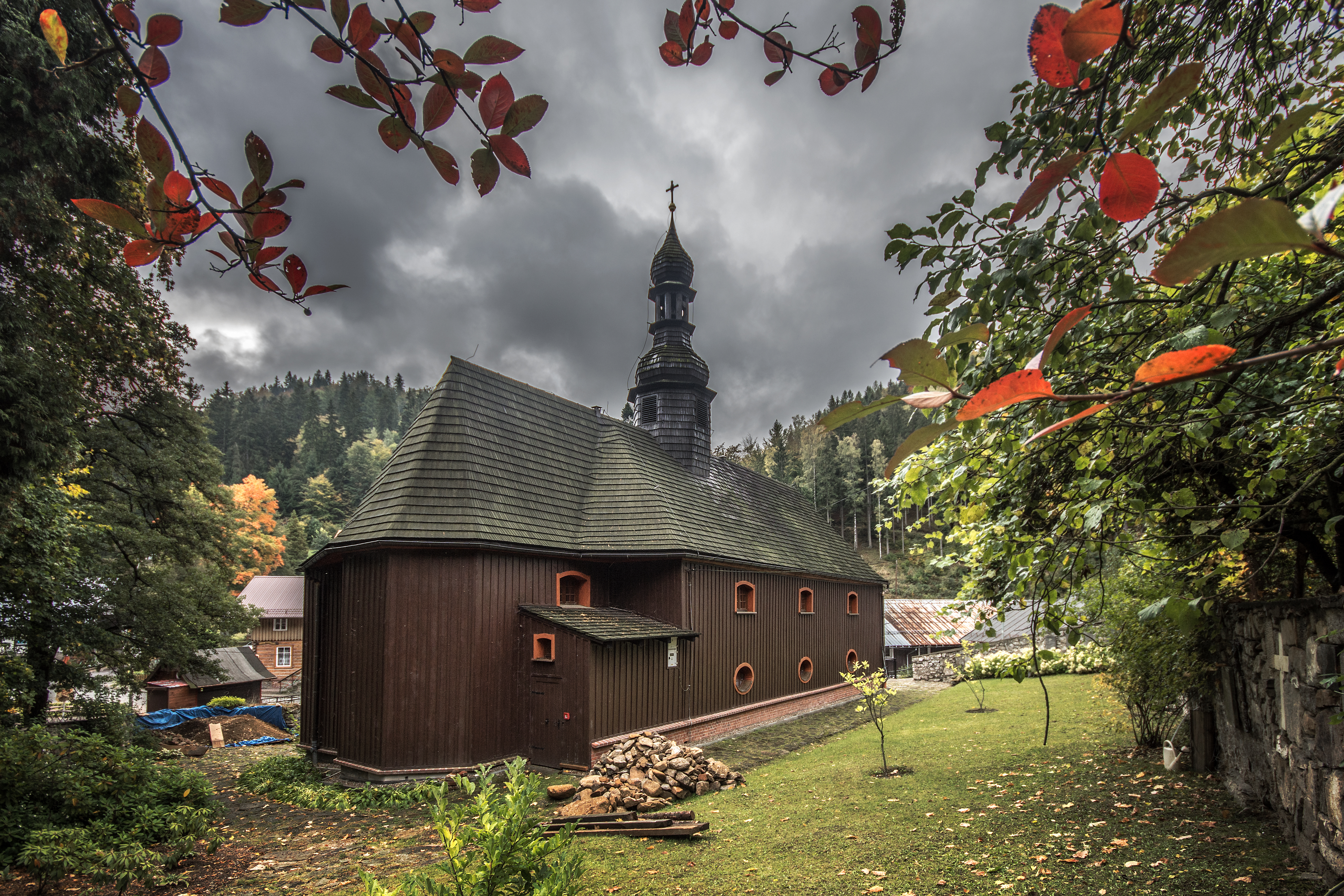
La façade arrière.
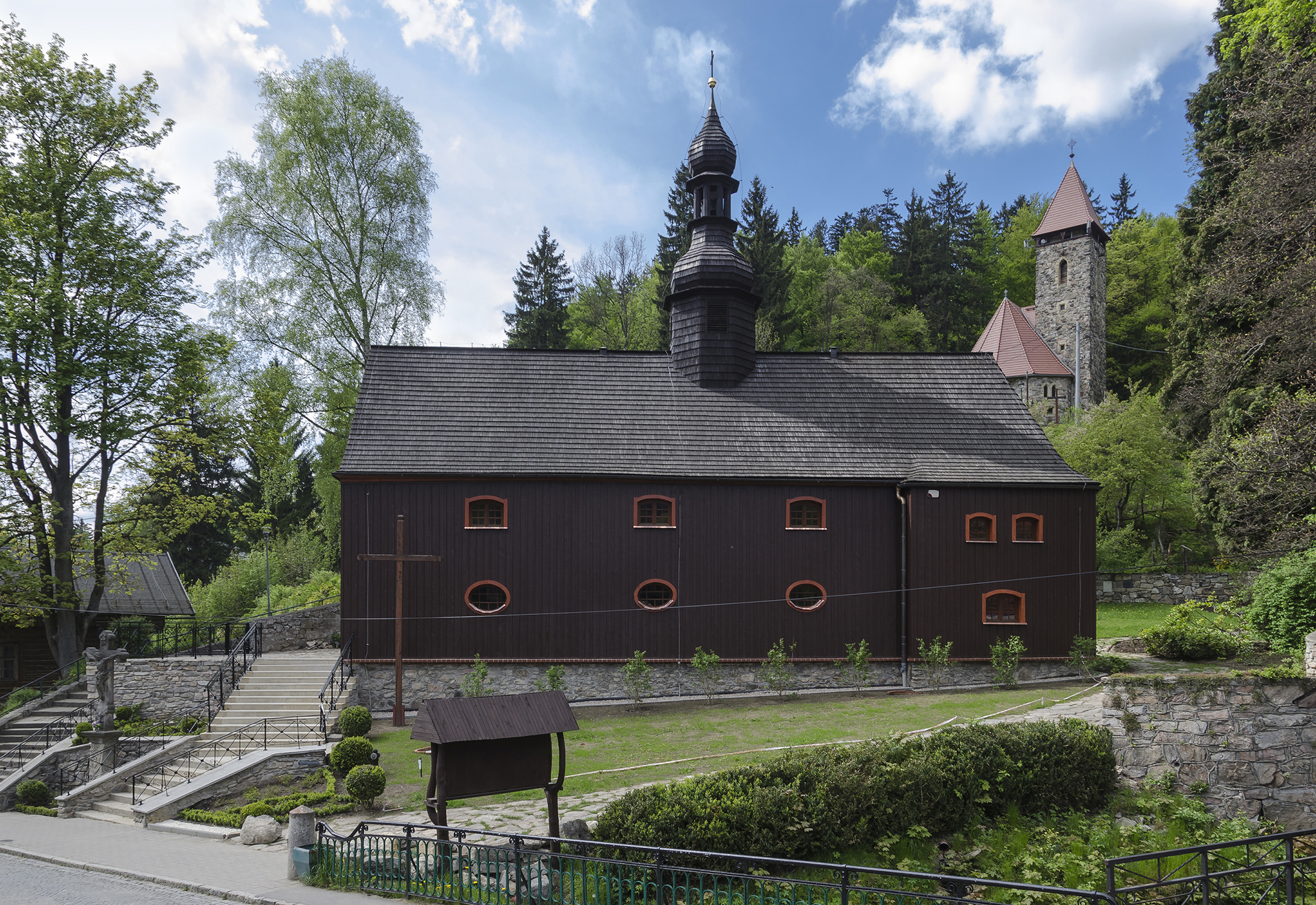
La façade à l’est.
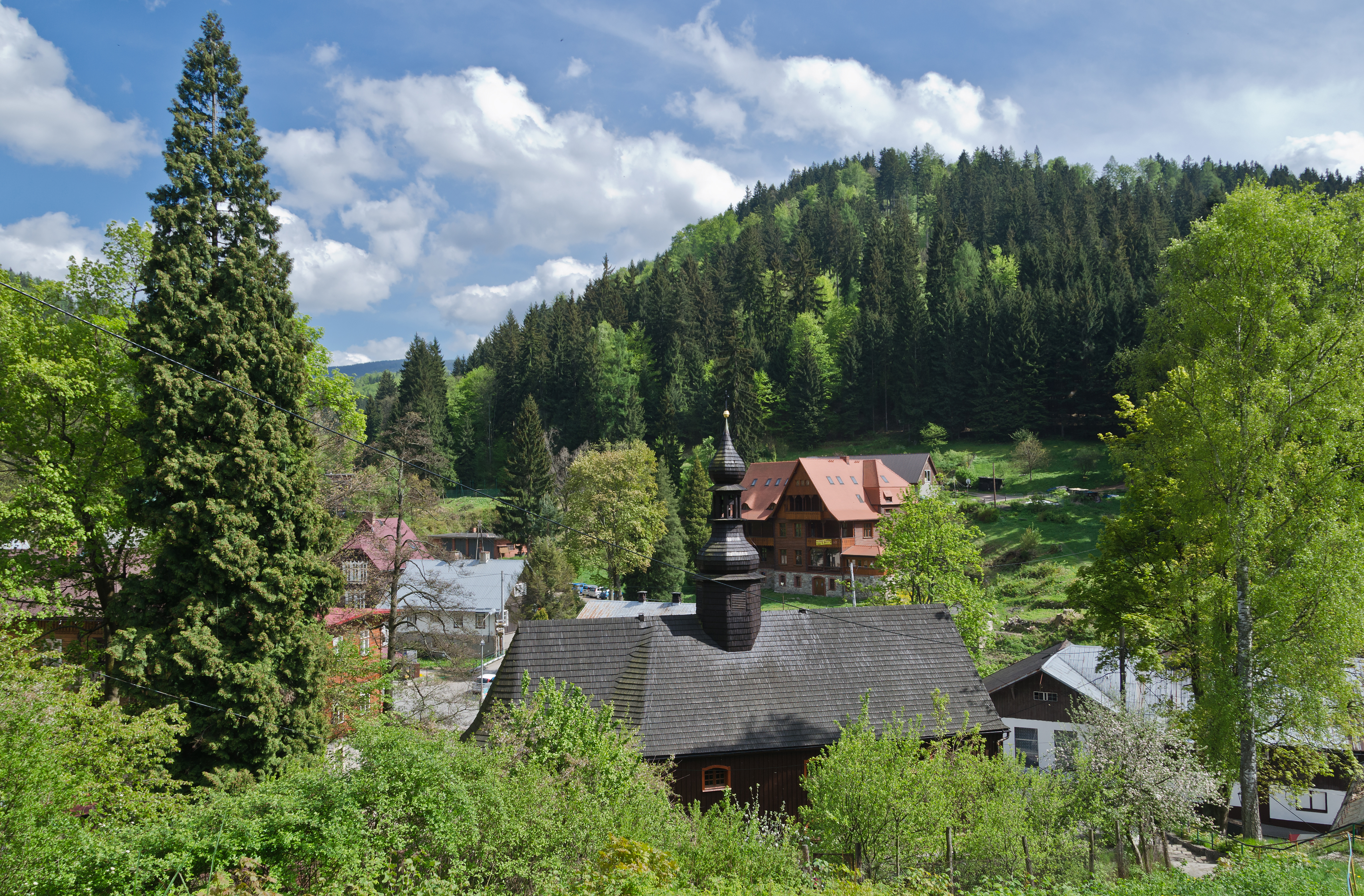
Vue générale.

## Architecture et décor
L’église de Saint-Joseph est le bâtiment non-orienté qui est construit de bois en rondins. C’est un édifice à nef unique qui n’a pas de tours. Il a le chœur fermé de trois côtés et la sacristie latérale. Il y a le porche à l’entrée. L’église est couverte de toit de bardeaux, à un seul faîte, avec le clocheton octogonal de structure squelettique. Elle est couronnée de dôme avec une lanterne et une croix. Sur les murs, il y a les rangées de fenêtres.
À l’intérieur, au-dessus de la nef, il y a le plafond à poutres, avec les poutres chanfreinées aux coins et avec l’arrangement décoratif à chevrons qui est blanchi et couvert de lignes géométriques dorées. Au-dessus du chœur, on peut voir le plafond à caissons, avec les planches profilées, les rosaces en bas-relief et l’ornement peint sur fond bleu. La galerie et les matroneums latérales sont connectés par les balustrades divisées en parties et couvertes de bas-reliefs. 
Les éléments de l’aménagement les plus importants, ce sont : la sculpture de Sainte Famille de Michael Ignatius Klahr qui est située sur la poutre de gloire, le maître-autel de 1740 avec la peinture de Saint-Joseph et de l’Enfant Jésus dans le retable (qui a une forme de bouquet de feuilles), créé par Hieronim Richter, l’autel latéral de la Vierge à l’Enfant avec la mensa baroque qui vient de la seconde moitié du XIXe siècle, la chaire en bois avec les peintures d’évangélistes et le baldaquin baroque couronné de plaques avec dix commandements de 1908, le buffet d’orgue et les fonts baptismaux de la seconde moitié du XIXe siècle qui sont faits dans le style de historicisme, les stations du chemin de croix qui ont été fondées au XVIIIe siècle en tant que les offrandes votives déposées pour demander la pluie (à ce moment-là, il n’y avait pas de pluie pendant trois mois), les sculptures et les peintures nombreuses de la période du XVIIIe jusqu’au début du XXe siècle. 

## Entourage
Les plaques funéraires sont posées dans le mur autour de l’église. Devant l’église, il y a une statue baroque en pierre « La Crucifixion » de 1781.

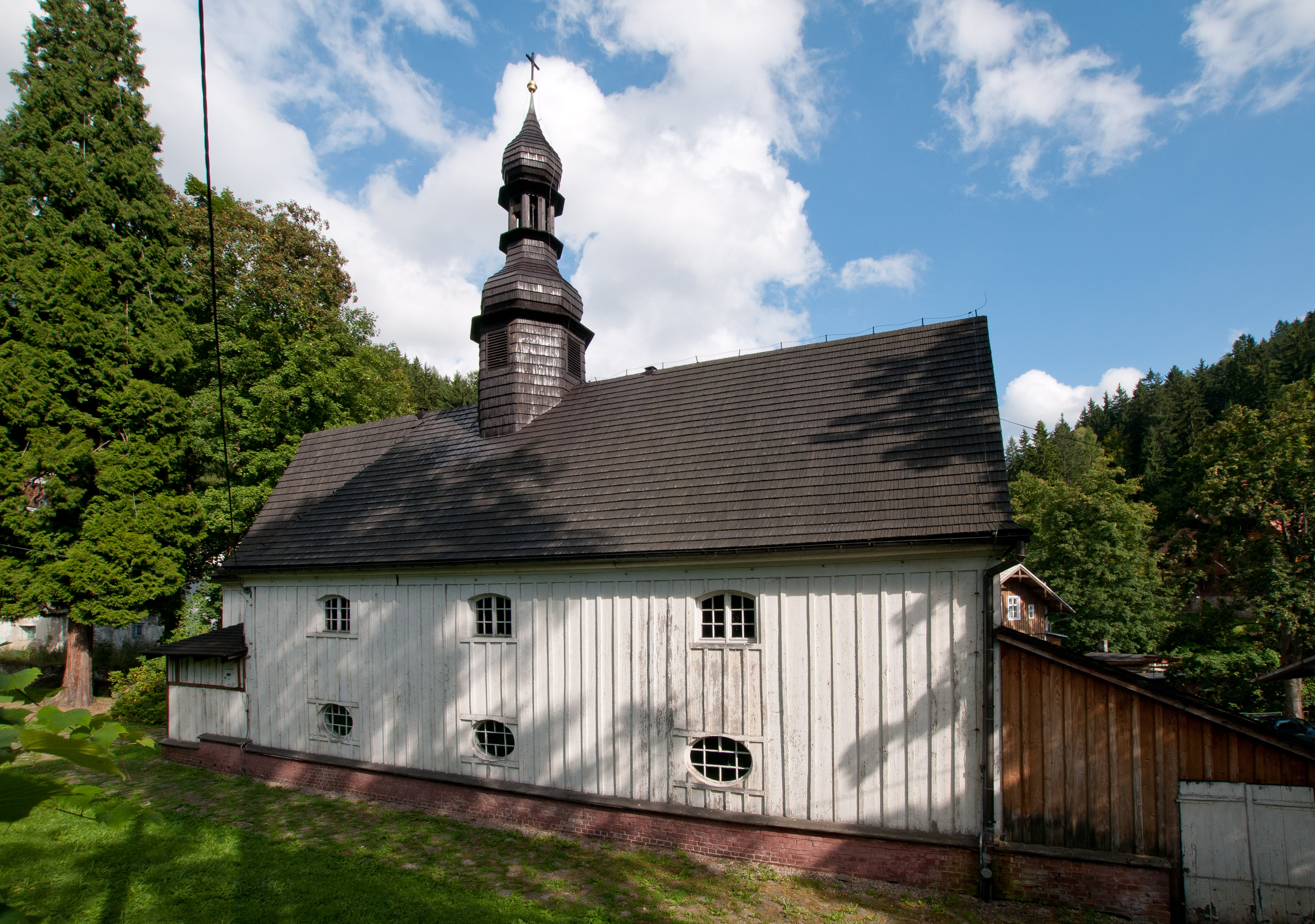
La façade au nord, avant la rénovation en 2013.
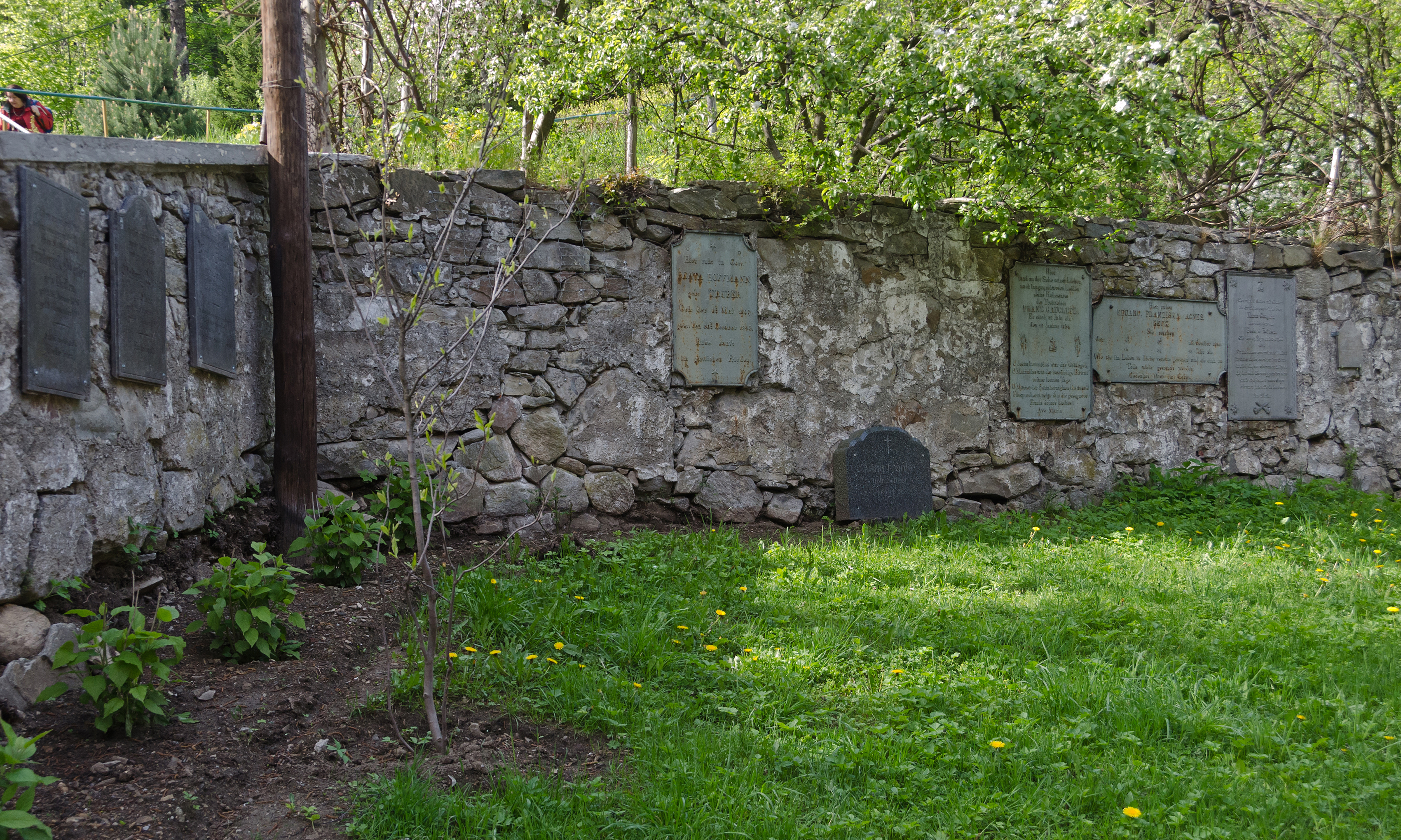
L’entourage : les plaques funéraires dans le mur.
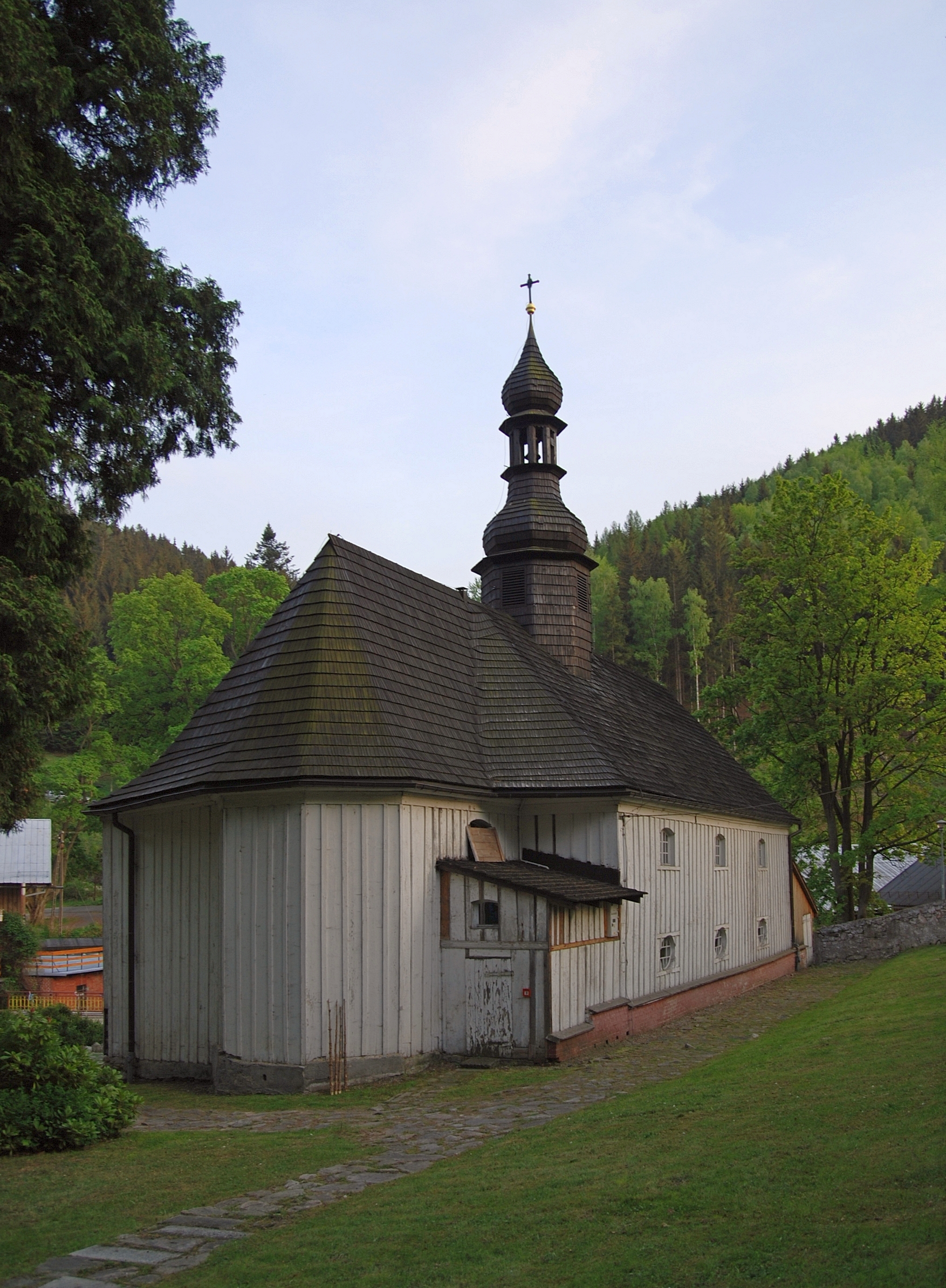
La façade arrière avant la rénovation en 2013.